# Tatjana Jakowlewna Jelisarenkowa
Tatjana Jakowlewna Jelisarenkowa (russisch Татьяна Яковлевна Елизаренкова; * 17. September 1929 in Leningrad; † 5. September 2007 in Moskau) war eine sowjetische bzw. russische Linguistin, Indologin und Hochschullehrerin.

## Leben
Das Studium an der Lomonossow-Universität Moskau (MGU) in der Philologie-Fakultät schloss Jelisarenkowa 1951 ab. Es folgte dort die Aspirantur am Lehrstuhl für Allgemeine und Vergleichende Sprachwissenschaft. Sie verteidigte 1956 ihre Dissertation über Verb-Klassen in der Altindischen Sprache (Rigveda) mit Erfolg für die Promotion zur Kandidatin der philologischen Wissenschaften.
Jelisarenkowa lehrte an der MGU und arbeitete und forschte im
Institut für Orientstudien der Russischen Akademie der Wissenschaften (bis 1991 Akademie der Wissenschaften der UdSSR). Sie studierte das klassische Sanskrit, Pali, Hindi und andere indische Sprachen. Ihre vollständige Übersetzung des Rigveda ins Russische erschien mit ihren Kommentaren  in drei Bänden in den Jahren 1989–1999. Sie verteidigte  1994 ihre Doktor-Dissertation über Sprache und Stil der vedischen Rishi mit Erfolg für die Promotion zur Doktorin der philologischen Wissenschaften. Der erste Band der Übersetzung des Atharvaveda erschien 2005.
Der Indologe Sergei Serebrjany hielt Jelisarenkowa für eine Schülerin Juri Roerichs.
Jelisarenkowa war mit dem Linguisten Wladimir Toporow verheiratet und hatte die Töchter Tatjana und Anna.

## Ehrungen, Preise
- Padma Shri (2004)
- Nicholas-Roerich-Preis (2006)[6]